# Autopista A5 (Lituània)

Recorregut de l'autopista A5 a Lituània

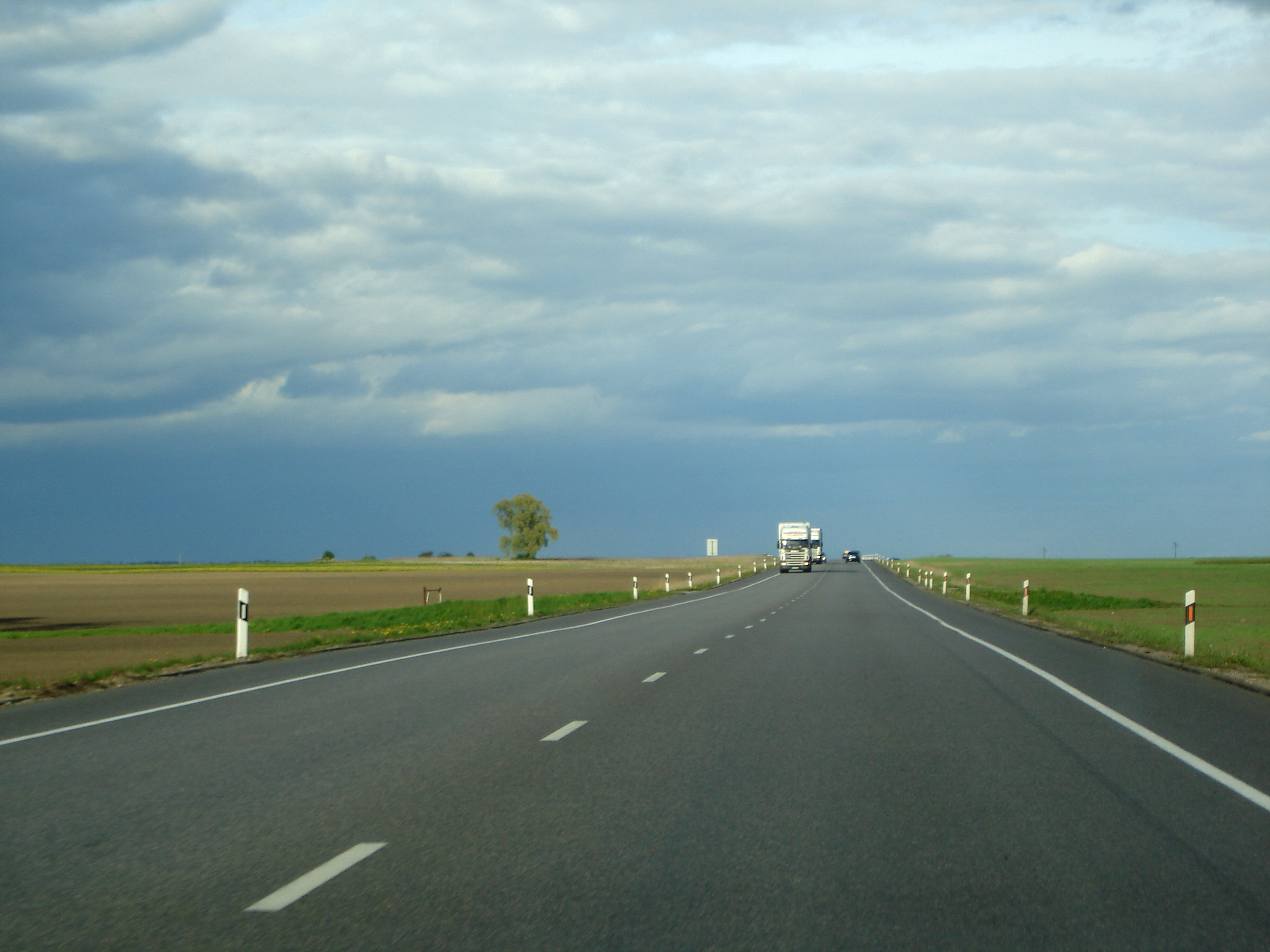
Vista de l'autopista A5 a Lituània

L'autopista A5 és una autopista a Lituània (en lituà: Magistralinis kelias A5 (Lietuva)). S'estén des de Kaunas a la frontera amb Polònia, arribant fins a la població de Suwałki. La longitud de la carretera és 97,86 quilòmetres. Una secció de l'autopista A5 - oest forma part de la circumval·lació de Kaunas, incloent el Pont Lampedžiai sobre el riu Nemunas.
Part de l'autopista A5 està codificada en el sistema de ruta europea Via Bàltica, l'autopista E67 que a la seva última part connecta Praga amb Tallin.

## Principals ciutats al llarg de la ruta
- Kaunas
- Marijampolė
- Kybartai